# デイライト・アゲイン
| 専門評論家によるレビュー | 専門評論家によるレビュー |
| レビュー・スコア         | レビュー・スコア         |
| 出典                     | 評価                     |
| ------------------------ | ------------------------ |
| Allmusic                 | [ 1 ]                    |
| The Music Box            | [ 2 ]                    |

『デイライト・アゲイン』（Daylight Again）は、クロスビー、スティルス＆ナッシュの4枚目のスタジオ・アルバムであり、トリオ編成では3枚目のスタジオ・アルバムである。ビルボード200アルバムチャートで最高8位を記録し、2023年にデヴィッド・クロスビーが死去する前にバンドがトップ10入りした最後の作品となった。このアルバムからは3枚のシングルがリリースされ、いずれもビルボード・ホット100にランクインした：「Wasted on the Way」は9位、「Southern Cross」は18位、「Too Much Love to Hide」は69位。このアルバムは売上185万枚でRIAAからプラチナ認定を受けた。

## 背景
このアルバムの発端は、スティーヴン・スティルスとグラハム・ナッシュが1980年と1981年に間隔を空けて行ったレコーディングにあり、当初はスティルスとナッシュのプロジェクトになる予定だった。彼らはアート・ガーファンクル、ティモシー・B・シュミット、マイク・フィニガンをデヴィッド・クロスビーの代わりに歌わせた。しかし、アトランティック・レコードの重役たちは、グループのどのメンバーからもCSNの製品以外にはほとんど興味を示さず、クロスビーの存在を求め、ナッシュとスティルスはセッションの費用を自腹で支払うことを余儀なくされた。しかし、彼らは会社側の視点に傾き始め、土壇場でクロスビーの参加を決定した。
クロスビーはこのアルバムに2曲参加した： クロスビーがすでに録音していたマルチトラックのハーモニーに、スティルスとナッシュがヴォーカルを加えた 「Delta」と、クロスビー、スティルス＆ナッシュによる正真正銘の 「Might As Well Have a Good Time 」だ。しかし、レコーディングのほとんどは、メイン・トリオに加えて他の声もフィーチャーしており、外部ライターの数もCSNYのレコードとしては初めてである。グラハム・ナッシュは、このアルバム最大のヒット曲 「時は流れても（Wasted on the Way）」を書き、グループが音楽に集中するよりも口論や気晴らしに費やした時間について書いた。セカンド・シングルの「Southern Cross」は、リチャードとマイケルのカーティス兄弟の曲をスティルスが部分的に書き直したものだ。「デイライト・アゲイン」は、スティルスがステージ上で南北戦争の南部に関する話をする際にギターを弾くことから発展した曲で、1970年のシングル「オハイオ」のB面だった「自由の値」につながっている。
『デイライト・アゲイン』はバンドにとってビデオ時代の最初のアルバムであり、「Southern Cross」ではバンドと彼らの好きな比喩のひとつである帆船をフィーチャーしたビデオが撮影された。このビデオは1982年と1983年にMTVでかなりのローテーションを受け、アルバムのセールスを後押しした。
このアルバムは1980年代から3度コンパクトディスクでリリースされている；1994年9月20日にオーシャン・ビュー・デジタルによりオリジナル・マスターテープを使ってリマスターされ再発され、2006年1月24日にライノ・レコードにより再びHDCDプロセスでリマスターされ、4曲のボーナストラック付きで再発された。

## トラックリスト

### Side one
| #  | タイトル                   | 作詞・作曲                                   | 時間 |
| -- | -------------------------- | -------------------------------------------- | ---- |
| 1. | 「Turn Your Back on Love」 | Stephen Stills Graham Nash Michael Stergis   | 4:51 |
| 2. | 「Wasted on the Way」      | Graham Nash                                  | 2:52 |
| 3. | 「Southern Cross」         | Stephen Stills Richard Curtis Michael Curtis | 4:41 |
| 4. | 「Into the Darkness」      | Graham Nash                                  | 3:23 |
| 5. | 「Delta」                  | David Crosby                                 | 4:15 |

### Side two
| #  | タイトル                                    | 作詞・作曲                     | 時間 |
| -- | ------------------------------------------- | ------------------------------ | ---- |
| 1. | 「Since I Met You」                         | Stephen Stills Michael Stergis | 3:12 |
| 2. | 「Too Much Love to Hide」                   | Stephen Stills Gerry Tolman    | 3:58 |
| 3. | 「Song for Susan」                          | Graham Nash                    | 3:08 |
| 4. | 「You Are Alive」                           | Stephen Stills Michael Stergis | 3:04 |
| 5. | 「Might As Well Have a Good Time」          | Judy Henske Craig Doerge       | 4:28 |
| 6. | 「Daylight Again/Find the Cost of Freedom」 | Stephen Stills                 | 2:36 |

### 2006 bonus tracks
| #   | タイトル                           | 作詞・作曲                 | Notes                         | 時間 |
| --- | ---------------------------------- | -------------------------- | ----------------------------- | ---- |
| 12. | 「Raise a Voice」                  | Graham Nash Stephen Stills | originally released on Allies | 2:34 |
| 13. | 「Feel Your Love」                 | Stephen Stills Graham Nash | outtake                       | 4:28 |
| 14. | 「Tomorrow Is Another Day」        | Stephen Stills             | outtake                       | 4:05 |
| 15. | 「Might As Well Have a Good Time」 | Judy Henske Craig Doerge   | Crosby demo                   | 4:15 |

## メンバー
クロスビー・スティルス&ナッシュ
- デヴィッド・クロスビー - ヴォーカル、キーボード (5)
- スティーヴン・スティルス - ヴォーカル、ローズ・ピアノ（1、6）、エレクトリック・ギター（1、3、4、6、7、9、12～14）、アコースティック・ギター（2、3、11）、ヤマハCP-30アナログ・ステージ・ピアノ（6）、パーカッション（7）、バンジョー（11）、キーボード（12）
- グラハム・ナッシュ - ヴォーカル、エレクトリック・ギター（1、4）、オルガン（4）、パーカッション（7）、アコースティック・ピアノ（8）、ハーモニカ（9）

参加ミュージシャン
- マイク・フィニガン - オルガン（1、7、10、13、14）、ヴォーカル（1、3、4、6、7、9）、ヤマハCP-30アナログ・ステージ・ピアノ（3）、エレクトリック・ピアノ（4）、アコースティック・ピアノ（7）、キーボード（9）
- クレイグ・ダージ - シンセサイザー（1、5、8、14）、キーボード（2、5、12）、ローズ・ピアノ（8）、アコースティック・ピアノ（10、14、15）
- リチャード・T・ベア - アコースティック・ピアノ（3）、シンセサイザー（3）
- ジェイ・ファーガソン - オルガン (8)
- ジェームズ・ニュートン・ハワード - キーボード (12)
- マイケル・スタージス - エレクトリック・ギター（1、4、7、13、14）、アコースティック・ギター（2、3、6、8、9
- ジョエル・バーンスタイン - アコースティック・ギター（2、8）、エレクトリック・ギター（8）
- ディーン・パークス - エレクトリック・ギター (5)
- ジェリー・トルマン - エレキギター (6)
- ダニー・コーチマー - エレキギター (12)
- ジョージ・"チョコレート"・ペリー - ベース (1, 3, 4, 6, 7, 9, 12-14)
- ボブ・グラウブ - ベース (2)
- リーランド・スカラー - ベース (5)
- ジョー・ヴィターレ - ドラム (1, 3, 4, 7, 9, 13, 14)
- ラス・カンケル - ドラム (2, 5, 8)
- ジェフ・ポーカロ - ドラム (6, 12)
- ジョー・ララ：パーカッション（2-4、6、7、9、13）、コンガ（12）
- ウェイン・グッドウィン：フィドル（2）、チェロ・アレンジ（8）
- ロバーリー・バーンハート - チェロ (8)
- アーニー・エアハート - チェロ (8)
- ミゲル・マルティネス - チェロ (8)
- ティモシー・B・シュミット - アディショナル・ヴォーカル（1-4、8、14）、ベース（8）
- アート・ガーファンクル - 追加ボーカル (11)

## 制作
- クロスビー、スティルス＆ナッシュ - プロデューサー (1-4, 6-11)
- スティーヴ・グルスキー - 共同プロデューサー (1-4, 6-11), エンジニア
- スタンリー・ジョンストン - 共同プロデューサー (1-4, 6-11), プロデューサー (10), エンジニア
- クレイグ・ダージ - プロデューサー (5, 10)
- スティーヴン・バーンカード - アディショナル・エンジニア
- ゲイロード・ホロマリア - セカンド・エンジニア
- ジェリー・ハッジンズ - セカンド・エンジニア
- ジェリー・レンツ - セカンド・エンジニア
- ジェイ・パルティ - セカンドエンジニア
- ゴードン・ローリー - セカンドエンジニア
- ラッセル・シュミット（Russell Schmitt）：セカンド・エンジニア
- スタン・リヒター - オリジナル・マスタリング
- ジョー・ガストワート - デジタル・リマスタリング
- ジミー・ワクテル - アートディレクション
- マック・ジェームス - ロゴデザイン
- ギルバート・ウィリアムズ - 表紙ペインティング
- ヘンリー・ディルツ - 裏表紙写真
- マーク・ハナウアー - 表紙撮影
- エリック・ウォルターシャイト - 表紙写真アシスタント
- ビル・シドンズ - マネージメント
- クロスライト・マネージメント - マネージメント
- ジェフ・ウォルド＆アソシエイツ - マネージメント

2006 Expanded Edition credits
- ジェリー・トルマン - エグゼクティブ・プロデューサー
- ジェームズ・オースティン - エグゼクティブ・プロデューサー
- スティーヴン・スティルス - プロデューサー
- グラハム・ナッシュ - プロデューサー
- ジョエル・バーンスタイン - プロデューサー
- スタンリー・ジョンストン - プロデューサー、レコーディング（12-15）、ミキシング（12-14）、マスタリング・アシスタント、テープ・レビュー
- スティーヴ・グルスキー - 録音（12-14）  ジェリー・レンツ - レコーディング・アシスタント（12-14）
- ジェイ・パルティ - 録音アシスタント（15）
- スティーブン・バーンカード - ミキシング（15）
- グレッグ・ヘイズ - ミックス・アシスタント（12-14）、デジタル編集（12-14）
- コーリー・フライ - 編集監修
- バーニー・グランドマン - マスタリング
- デヴィッド・マーチャント - テープ・アーキヴィスト
- ジョン・ノーランド - テープ・トランスファー
- グレッグ・アレン - アートディレクション、デザイン
- ケニー・ネメス - プロダクト・マネージャー
- ジンジャー・デットマン - プロジェクト・アシスタント
- カレン・ルブラン - プロジェクト・アシスタント
- スティーブ・ウーラード - プロジェクト・アシスタント